# 모요섬

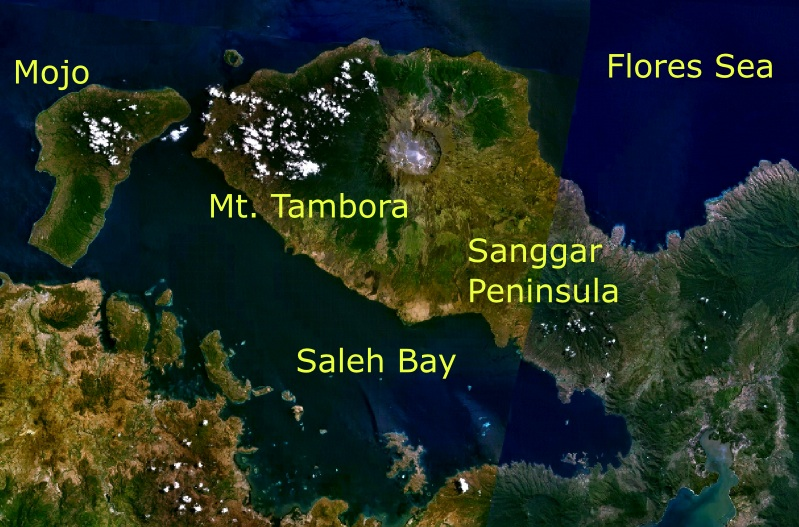
모요섬의 위치

모요섬(Moyo)은 인도네시아 서누사틍가라주의 섬이다. 숨바와섬에서 북쪽 해안에서 떨어져있으며 면적은 349 제곱킬로미터에 이른다. 적도에서 남쪽으로 약 8도 떨어져있다.
이 섬은 대체로 무인도이며 관광객들 대다수에게 미지의 섬이다. 인구 수는 6개 마을의 약 1,000명으로, 이들 모두가 어업과 농업에 종사한다.

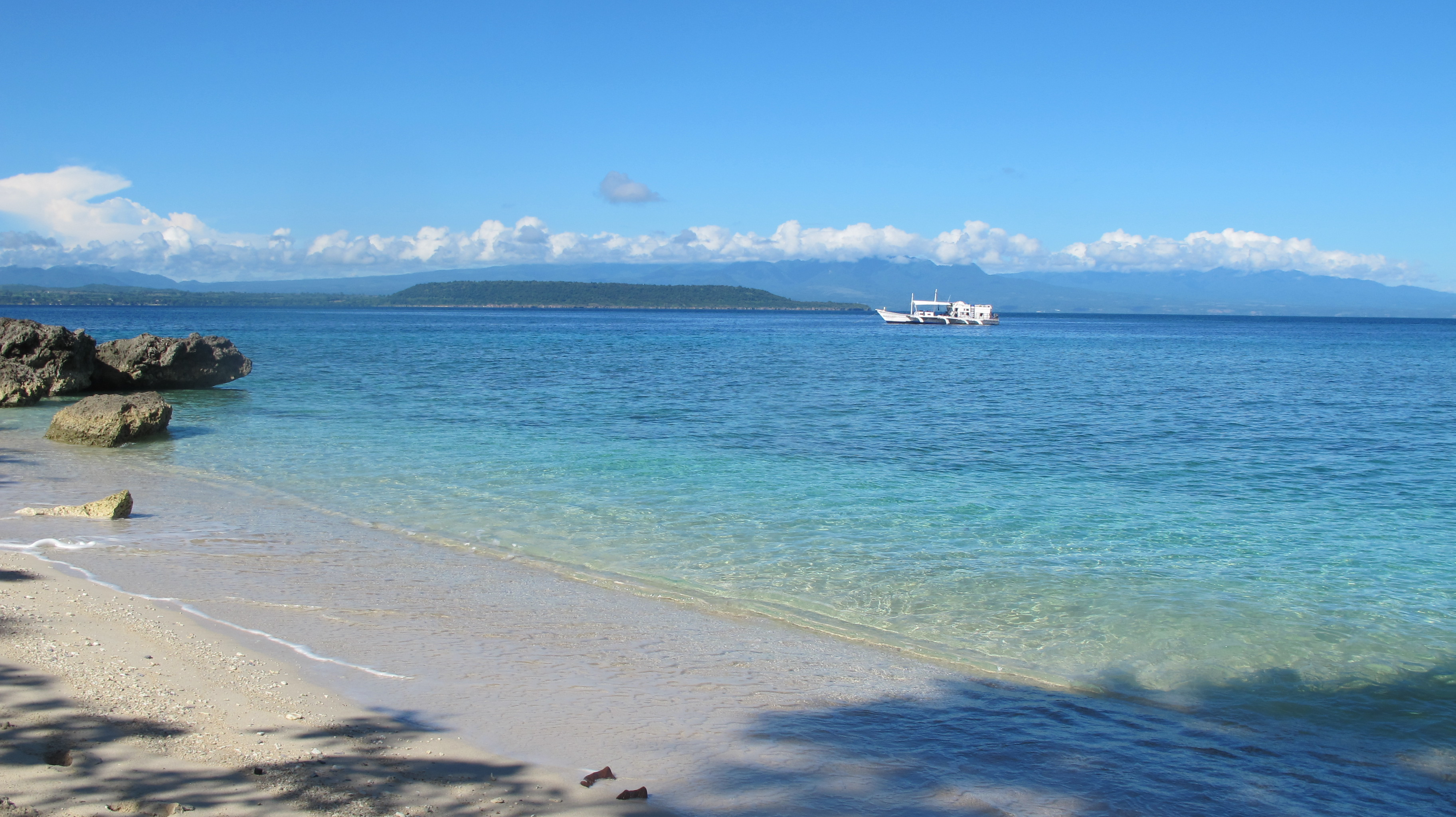
모요섬의 해변
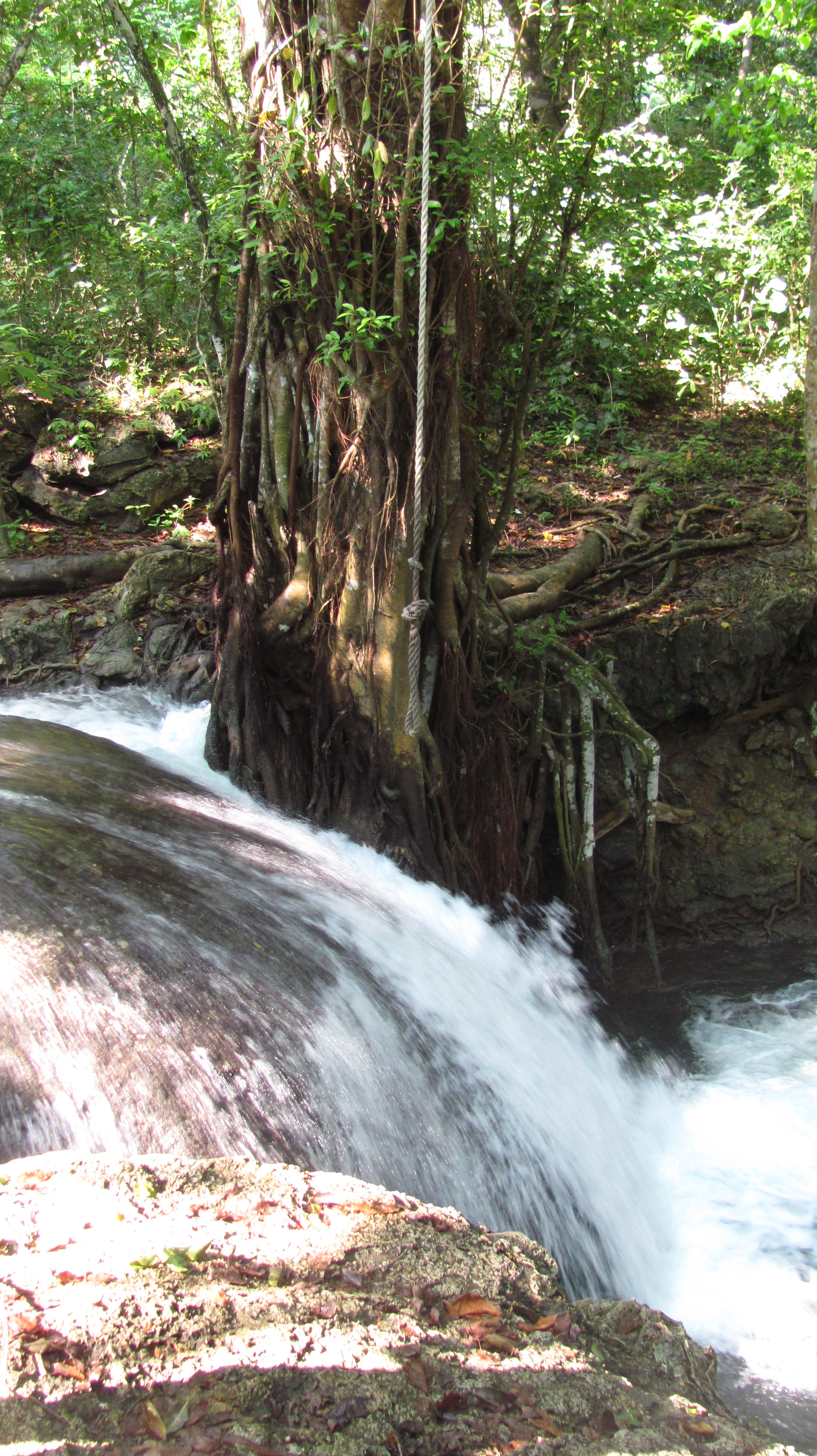
모요섬의 폭포